# Gus Bamberger
Gus Bamberger, auch Gustave Bamberger (geboren als Gustav Bamberger am 3. März 1864 in Mitwitz, Oberfranken, Königreich Bayern; gestorben am 5. März 1943 in Cleveland, Cuyahoga County, Ohio), war ein deutsch-amerikanischer Kaufmann, Unternehmer, Firmengründer und Mäzen.

## Familie
Gustav Bamberger wurde als Sohn des Zuckerbäckers David Bamberger (geboren am 24. Dezember 1811 in Mitwitz, Mainkreis; gestorben am 23. Juni 1890 in Lichtenfels, Oberfranken) und dessen zweiter Ehefrau Adelheid Grabfelder (1829–1892) geboren. Er hatte sechs Brüder, Karl (1855–1895), Sigmund (1856–1932), Philipp (1858–1919), Ludwig, Friedrich (1862–1942) und Joseph (1867–1930) sowie zwei Halbschwestern und zwei Halbbrüder aus der ersten Ehe seines Vaters, Therese (1841–1935), Magdalena (1843–1913), Karl (1844–1845) und Salomon (1846–1910).
Gustav Bamberger wanderte wohl während der frühen 1880er Jahre in die Vereinigten Staaten aus, wo er als 23-Jähriger im Jahr 1887 naturalisiert, ergo eingebürgert wurde. Die Daten zur Einwanderung variieren stark, verursacht insbesondere durch abweichende Angaben des Emigranten selbst, der seinen Vornamen, das Jahr seiner Geburt, seiner Einwanderung und seiner Einbürgerung bei Registrierungen wie beispielsweise Volkszählungen und sogar gegenüber der Einwanderungsbehörde unterschiedlich angab.
Der wesentliche Grund für Gustavs Auswanderung bestand darin, dass sein Vater David das familieneigene Unternehmen D. Bamberger als ökonomisch nicht hinreichend tragfähig beurteilt hatte, um sämtliche seiner zehn überlebenden erwachsenen Kinder und deren künftige Familien ernähren zu können. Dabei hatte er vorausblickend schon im Auge, dass auch eine begrenzte Zahl seiner künftigen Enkel später in das Familienunternehmen integriert werden sollte, um es der Familie möglichst über mehrere Generationen zu erhalten. Ein weiterer Grund für Gustavs Entschluss, seine Zukunft jenseits des Atlantiks zu suchen, dürfte das Vorbild seiner Halbgeschwister Therese, Magdalena „Lina“ und Salomon sowie seiner Geschwister Karl und Sigmund „Sig“ gewesen sein, die bereits vor ihm in den Vereinigten Staaten ansässig geworden waren.
Es war höchstwahrscheinlich seine 23 Jahre ältere Halbschwester Therese (1841–1935), durch die Gustav in den USA seine künftige Ehefrau kennenlernte. Therese Bamberger war bereits im Juli 1862 zusammen mit ihrer jüngeren Schwester Magdalena „Lina“ (1843–1913) in die Vereinigten Staaten ausgewandert, wo sie in Cincinnati den 1852 aus Bayern ausgewanderten Joseph Kronthal (1826–1901) geheiratet hatte. Mit ihrem in der Herrenbekleidungs- und Kurzwarenbranche tätigen Ehemann lebte sie dann in Sandusky im US-Bundesstaat Ohio, bevor sie im Jahr 1890 zusammen nach Cleveland, Ohio, umzogen. Deren Tochter Bella „Belle“ (1869–1947) hatte Solomon „Sol“ Reinthal (1864–1942) geheiratet, den ältesten Sohn des nach Auswanderung in Cleveland ansässigen Ehepaars Isaac Reinthal (geboren am 13. Juni 1837 in Schnaittach, Mittelfranken; gestorben am 12. September 1899 in Cleveland, Cuyahoga County, Ohio) und Regina Rebecca Reinthal, geb. Halle (geboren am 1. Oktober 1824 in Willmars, Unterfranken; gestorben am 7. Februar 1905 in Cleveland, Cuyahoga County, Ohio).
31-jährig heiratete Gustav Bamberger, der sich in den Vereinigten Staaten „Gustave“ nannte, aber sehr viel häufiger „Gus“ genannt wurde, am 19. Januar 1896 die 23-jährige Sarah Della Reinthal (geboren am 10. Februar 1872 in Cleveland, Cuyahoga County, Ohio; gestorben am 22. Oktober 1918 ebenda). Deren Brüder waren später die Kompagnons ihres Ehemannes Gus bei Bamberger-Reinthal Co.
Aus der als glücklich bezeichneten Ehe von Gustav und Sarah Bamberger gingen zwei Kinder hervor, David Reinthal Bamberger (geboren am 2. März 1898 in Saint Marys, Auglaize County, Ohio; gestorben am 2. Oktober 1969 in Cleveland, Cuyahoga County, Ohio) und Edwin Isaac Bamberger (geboren am 21. Juli 1901 in Saint Marys, Auglaize County, Ohio; gestorben am 10. August 1986 in Beachwood, Cuyahoga County, Ohio). Nach dem frühen Tod seiner erst 46-jährigen Ehefrau im Jahr 1918 gründete Gus Bamberger noch in deren Sterbejahr den Sarah R. Bamberger Memorial Fund for Crippled Children bei The Federation of Jewish Charities.
Kurze Zeit später heiratete Gus Bamberger erneut. Seine zweite Frau wurde Pauline B. (geboren am 4. November 1876 in New York City, New York; gestorben am 21. November 1957 in Shaker Heights, Ohio), die als charakterliches Gegenteil ihres großherzigen Mannes beschrieben wird. Ihr soll es primär auf Wohlstand, ihr gesellschaftliches Ansehen und einen nahezu musealen Charakter des Interieurs ihres Wohnhauses angekommen sein, während Gus Bamberger weitaus bodenständiger und praktisch orientiert war. So beschäftigte Pauline neben Hauspersonal für die Küche, die Bedienung und die Reinlichkeit auch einen afroamerikanischen Chauffeur in Dienstkleidung mit Schirmmütze für ihren großen schwarzen 8-Zylinder-Packard One-Twenty Sedan (Limousine), dessen Kfz-Kennzeichen PB 14 (Ohio) besitzanzeigend die Initialen Paulines trug. Immerhin gestattete sie ihrem Ehemann Gus, sich damit zur Firma fahren zu lassen. Als Hauseigentümerin legte sie Wert darauf, dass frisch emigrierte Hausgäste wie ab Januar 1938 der 17-jährige deutsche Großneffe ihres Ehemannes, Klaus Philipp Bamberger, ihr Gästezimmer nicht individualisiert einrichten, es nicht mit Fotos der eigenen Familie dekorieren, die Polstersitzmöbel vor dem Hinsetzen mit Zeitungspapier auslegen, ein Betreten der Perserteppiche vermeiden, das Wohnhaus nur durch den hinteren Dienstboteneingang betreten und verlassen, das Luxusauto der Dame des Hauses in keiner Weise beanspruchen, sondern stattdessen bei jeglichen Wetterbedingungen meilenweit zur High School laufen und niemals Schulfreunde mit ins Haus bringen. Während Klaus bei seinem Großonkel Gus sehr willkommen war, ließ Pauline ihre Abneigung gegenüber der NS-bedingt verarmten deutschen Verwandtschaft deutlich spüren. Pauline veranlasste Klaus umgehend nach seinem Eintreffen, seinen „zu deutsch“ klingenden Vornamen in Claude zu ändern.

## Wirken

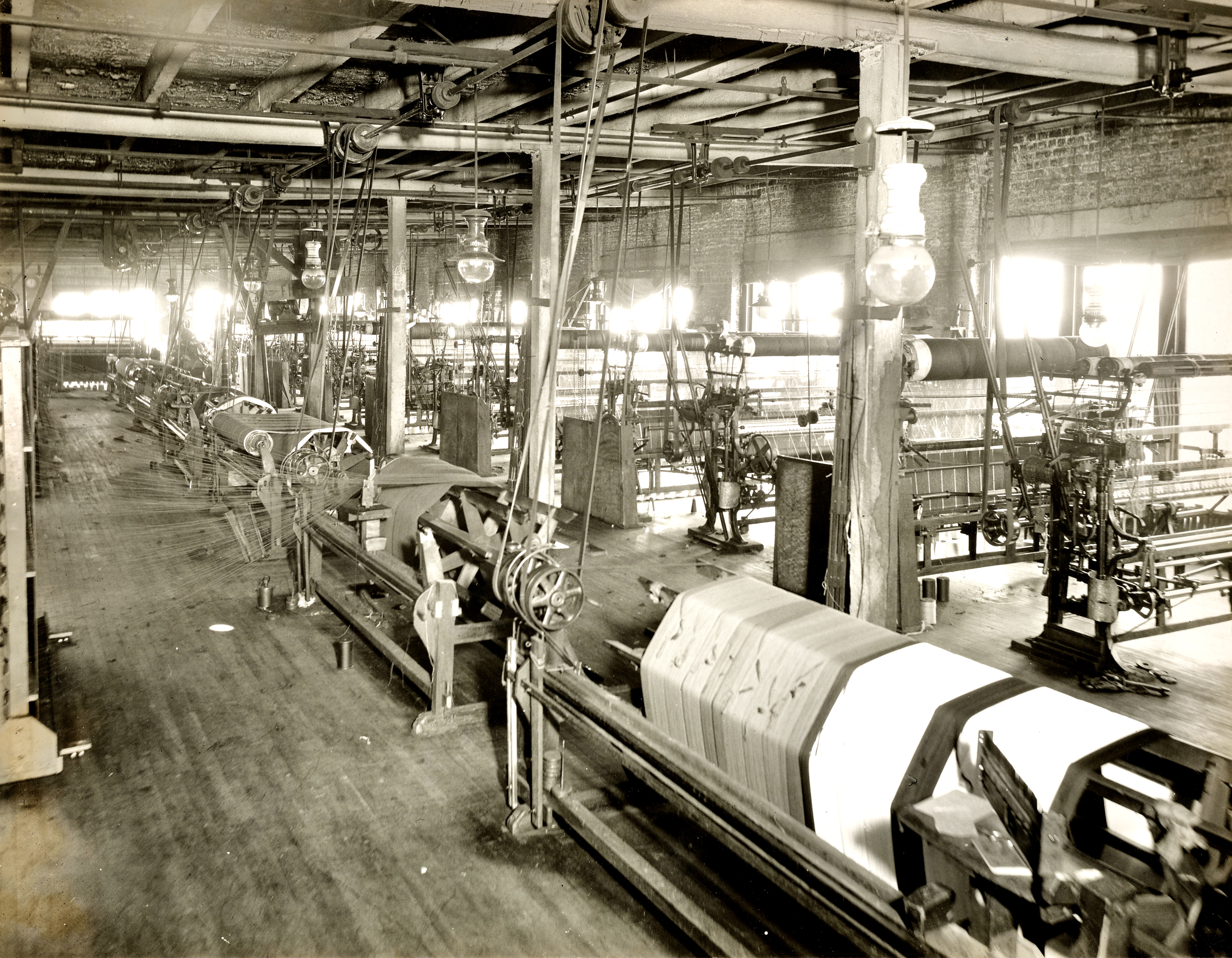
Bamberger-Reinthal Co., Cleveland: Strickmaschinen zur Gamaschen-Fertigung, Kriegsproduktion 1918

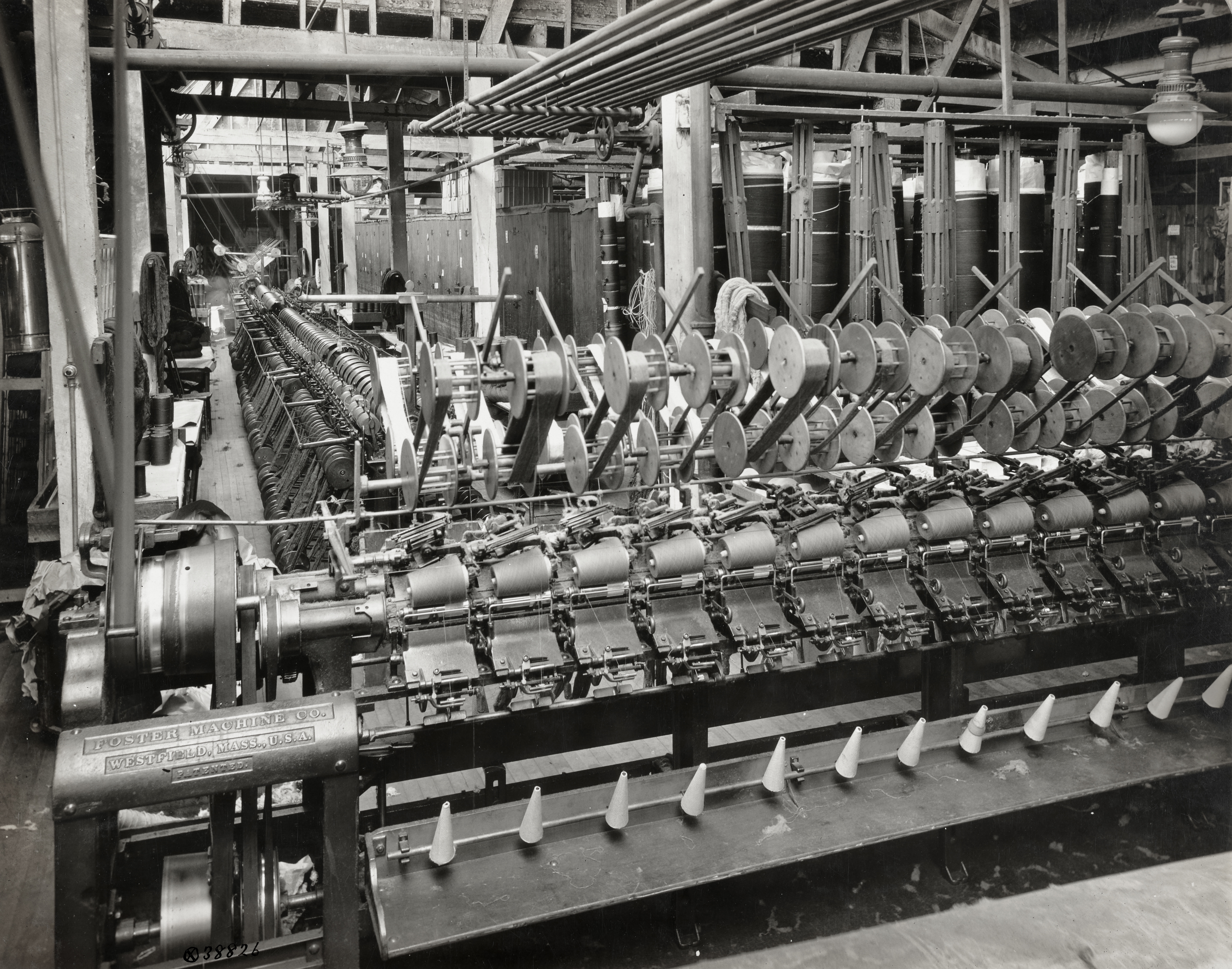
Bamberger-Reinthal Co.: Wickelgarn zur Gamaschen-Herstellung, 1918

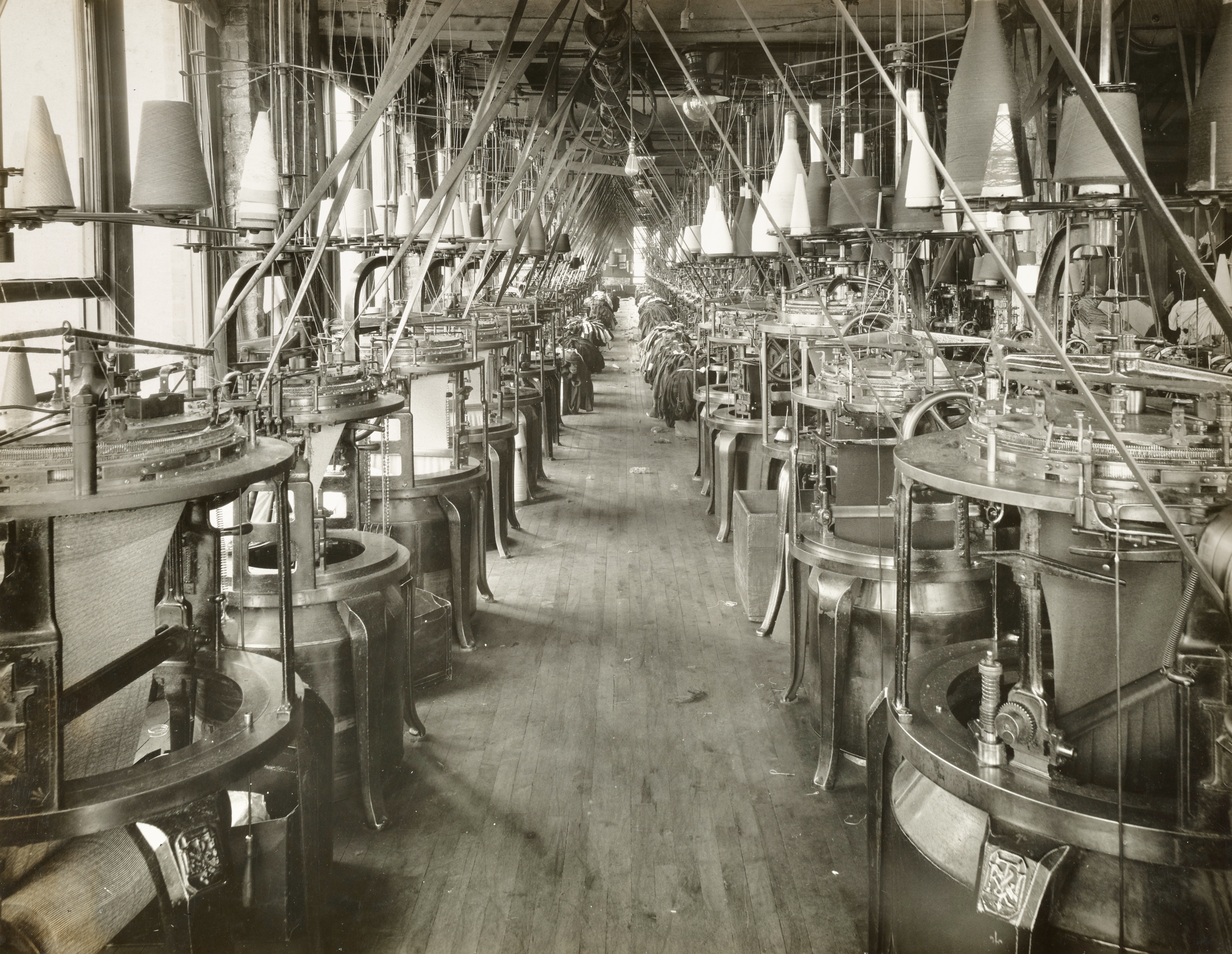
Bamberger-Reinthal Co.: Strickmaschinen zur Wollmützen-Herstellung für Wache stehende Soldaten, 1918

Im Jahr 1875 hatte Gustav Bambergers 64-jähriger Vater David die wenige Jahre älteren Brüder Philipp und Friedrich damit beauftragt, für den in Mitwitz gegründeten Familienbetrieb D. Bamberger in der verkehrsgünstiger gelegenen Stadt Lichtenfels eine Dépendance aufzubauen und diese als Geschäftspartner zu führen. Gustav war zu dieser Zeit elf Jahre alt.
Seine älteren Brüder Karl und Sigmund waren stattdessen um das Jahr 1871 in die Vereinigten Staaten ausgewandert. Der Jüngste, Joseph, betrieb ab 1887 in Lichtenfels ein mit D. Bamberger konkurrierendes Korbwarenunternehmen. Dies führte innerfamiliär zu einem Bruch mit Joseph und dessen Familienzweig.
Um 1899 war Gustav Bamberger Mitbegründer des Textilfertigungsunternehmens The Bamberger-Newman Co. in Cincinnati, Ohio. Seinen Geschäftspartner Newman zahlte er bereits 1901 aus. An dessen Stelle stiegen 1906 Gustavs Schwager als neue Geschäftspartner ein, Solomon „Sol“ Reinthal (1864–1942) und Emanuel „Manuel“ Reinthal (1866–1924). Das Unternehmen firmierte dadurch in der Folge als The Bamberger-Reinthal Co. und zog nach Cleveland, Ohio, wo es sich durch das Architekturbüro Christian, Schwarzenberg & Gaede eine große Textilfertigungsfabrik unter der Adresse 6118 Kinsman Road, Ecke East 61st Street, errichten ließ. Die Textilfabrik beschäftigte rund 120 Mitarbeiter und fertigte mindestens während der Weltkriege auch für das US-Heer und die US-Marine. Gerald F. Bamberger (1920–2013) berichtete in seinen Lebenserinnerungen, dass er während des Zweiten Weltkrieges als US-Soldat u. a. mit einem Pullover aus der Produktion von The Bamberger-Reinthal Co. eingekleidet wurde. Gus Bamberger soll seine vielen Angestellten alle mit dem Vornamen gekannt und sich häufig bzw. regelmäßig mit ihnen unterhalten haben.
Während der tiefgreifenden Weltwirtschaftskrise (siehe Great Depression) verlor Gus Bamberger einen großen Teil seines Vermögens. Dadurch wurde er in den 1930er Jahren vom Vermögen seiner zweiten Ehefrau Pauline abhängig, was sie ihn und Hausgäste täglich spüren ließ. Trotz dieser pekuniären und psychischen Mehrfachbelastung im Berufs-, Gesellschafts- und Privatleben fertigte Gustav Bamberger im Verlauf der Jahre 1937 bis 1939 achtzehn Affidavits für die einen Fluchtweg aus dem Dritten Reich und eine Zuflucht suchenden Familien seiner deutschen Neffen, Großneffen und Großnichten aus, darunter Alfred David Bamberger (1890–1956), Anton Bamberger, Hugo Bamberger, Ludwig Bamberger, Klaus Philipp Bamberger, Susanne Helene Bamberger und Gerhard Franz Philipp Bamberger (1920–2013), um diesen vor nationalsozialistischer Ausgrenzung die Emigration in die Vereinigten Staaten zu ermöglichen. Damit rettete er ihnen womöglich das Leben, denn ohne die beglaubigte Erklärung einer Bürgschaft (Affidavit) hätten die Chancen einer Einwanderung gen Null tendiert. Der 17-jährige Klaus Bamberger, der seine ersten Erfahrungen in der „Neuen Welt“ im Jahr 1938 niederschrieb, erhielt den Eindruck, dass sein Großonkel Gus aufgrund seiner wirtschaftlichen Situation nicht (mehr) ganz so großzügig sein konnte, wie er gern wollte. Unter der Ägide seiner zweiten Ehefrau lebend, schien ihm ein Großteil seiner Tat- und Lebenskraft genommen worden zu sein, er war jedoch beim Eintreffen seines Großneffen Klaus auch schon 73 Jahre alt. Dennoch sei Gus offenbar mit Stolz erfüllt gewesen, dass er durch die von ihm bereitgestellten Bürgschaften einer ganzen Reihe seiner vor dem Nationalsozialismus und Antisemitismus geflüchteten deutschen Verwandten den Start in ein neues Leben ebnen konnte.

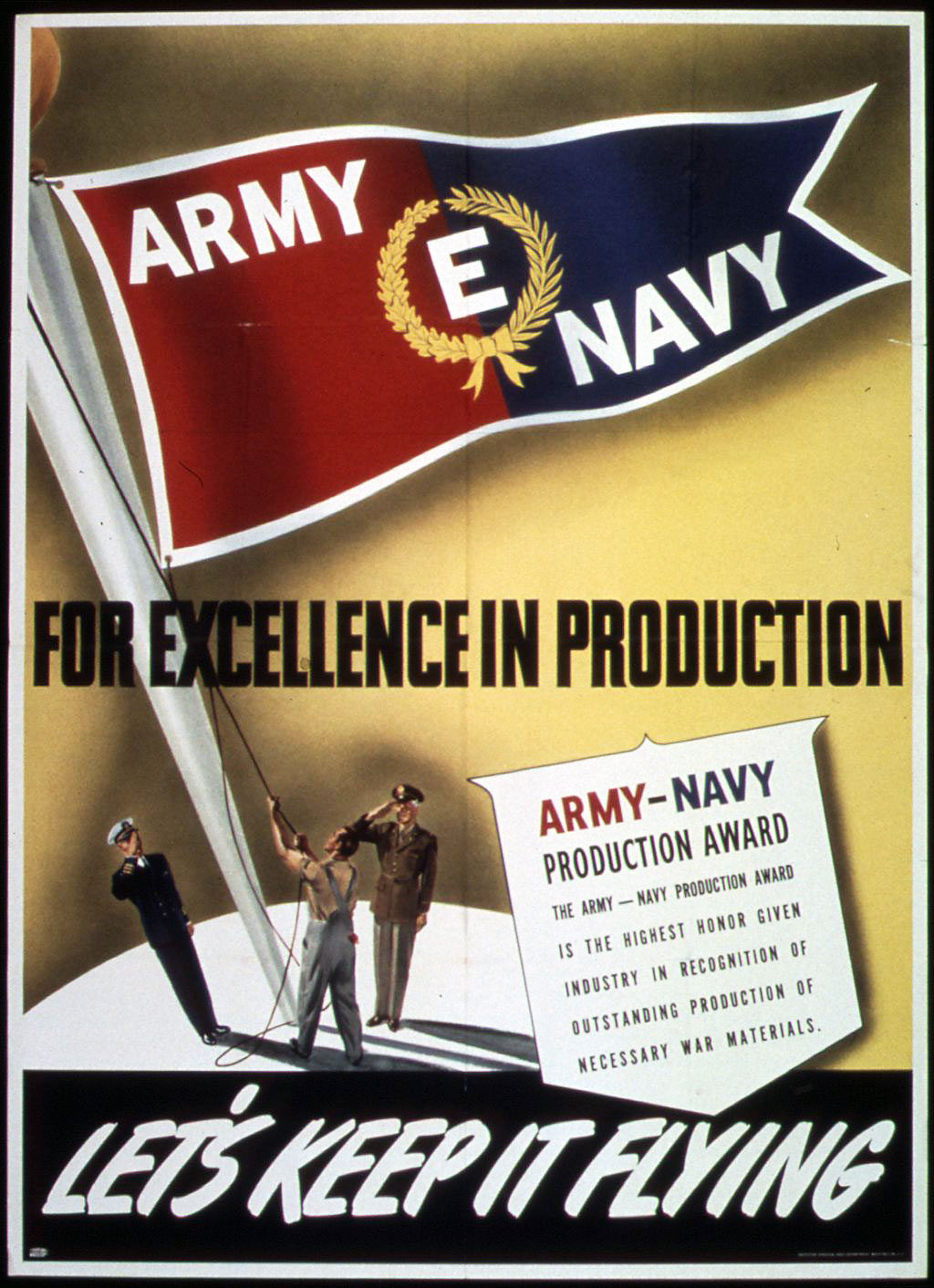
Army-Navy Production Award für The Bamberger-Reinthal Co., Februar 1943

Arbeitsplätze konnte er seinen Verwandten im eigenen Unternehmen The Bamberger-Reinthal Knit Goods Manufacturing Co. allerdings nicht anbieten, denn weder die US-Gewerkschaften der Bekleidungsindustrie (garment unions) noch seine Angestellten oder sein Teilhaber hätten es angesichts der massiven Auswirkungen der Weltwirtschaftskrise zugelassen, dass deutsche Migranten den heimischen US-Arbeitskräften Stellen wegnehmen. Mit der Vielzahl von Bürgschaftserklärungen übernahm Gus Bamberger während der Weltwirtschaftskrise ein enormes Risiko, während er dafür gleichzeitig von seiner Ehefrau Pauline angefeindet wurde, die dafür wenig bis kein Verständnis aufbrachte. Seine Verwandten nahmen ihn jedoch nicht in Anspruch, alle mühten sich redlich, sich so schnell wie möglich (teils erneut) selbständig zu machen. Alfred, Anton, Hugo, Ludwig und Klaus Philipp Bamberger gründeten nach einiger Zeit eigene Unternehmen in den USA.
Gus Bamberger verstarb im Alter von 79 Jahren, kurz nachdem sein Unternehmen The Bamberger-Reinthal Co. im Februar 1943 für seinen Produktionsrekord während des Zweiten Weltkrieges mit dem Army-Navy „E“ Award ausgezeichnet worden war. Seine Witwe Pauline richtete keine Stiftung in memoriam Gus Bambergers ein, sondern den Pauline B. Bamberger Endowment Fund, damit ihrer gedacht werde. Sie überlebte ihren Ehemann um vierzehn Jahre und verstarb im Alter von 81 Jahren. Gus Bamberger wurde ebenso wie seine erste Ehefrau, die er liebte, und wie seine zweite Ehefrau, die er ertragen musste, auf dem Mayfield Cemetery in Cleveland Heights, Cuyahoga County, Ohio, beigesetzt.

## Funktionen
- Aufsichtsrat – The Hebrew Free Loan Assn. (HFLA), Cleveland, Ohio[50][34]
- Aufsichtsrat – The Jewish Social Service Bureau (JSSB), Cleveland, Ohio[51][34]